# Leucogyrophana
Leucogyrophana är ett släkte av svampar. Enligt Catalogue of Life ingår Leucogyrophana i familjen Hygrophoropsidaceae, ordningen Boletales, klassen Agaricomycetes, divisionen basidiesvampar och riket svampar, men enligt Dyntaxa är tillhörigheten istället familjen Coniophoraceae, ordningen Boletales, klassen Agaricomycetes, divisionen basidiesvampar och riket svampar.
| Leucogyrophana | \| \| Leucogyrophana montana \| \| \| \| \| \| Leucogyrophana mollusca \| \| \| \| \| \| Leucogyrophana arizonica \| \| \| \| \| \| Leucogyrophana luridochracea \| \| \| \| \| \| Leucogyrophana olivascens \| \| \| \| \| \| Leucogyrophana pulverulenta \| \| \| \| \| \| Leucogyrophana romellii \| \| \| \| \| \| Leucogyrophana sororia \| \| \| \| \| \| Leucogyrophana subtessulata \| \| \| \| \| \| Leucogyrophana pouzarii \| \| \| \| \| \| Leucogyrophana pseudomollusca \| \| \| \| \| \| Leucogyrophana lichenicola \| \| \| \| |
|                | \| \| Leucogyrophana montana \| \| \| \| \| \| Leucogyrophana mollusca \| \| \| \| \| \| Leucogyrophana arizonica \| \| \| \| \| \| Leucogyrophana luridochracea \| \| \| \| \| \| Leucogyrophana olivascens \| \| \| \| \| \| Leucogyrophana pulverulenta \| \| \| \| \| \| Leucogyrophana romellii \| \| \| \| \| \| Leucogyrophana sororia \| \| \| \| \| \| Leucogyrophana subtessulata \| \| \| \| \| \| Leucogyrophana pouzarii \| \| \| \| \| \| Leucogyrophana pseudomollusca \| \| \| \| \| \| Leucogyrophana lichenicola \| \| \| \| |
|                | Hygrophoropsis |
|                | |
|                | Leucogyrophana montana |
|                | |
|                | Leucogyrophana mollusca |
|                | |
|                | Leucogyrophana arizonica |
|                | |
|                | Leucogyrophana luridochracea |
|                | |
|                | Leucogyrophana olivascens |
|                | |
|                | Leucogyrophana pulverulenta |
|                | |
|                | Leucogyrophana romellii |
|                | |
|                | Leucogyrophana sororia |
|                | |
|                | Leucogyrophana subtessulata |
|                | |
|                | Leucogyrophana pouzarii |
|                | |
|                | Leucogyrophana pseudomollusca |
|                | |
|                | Leucogyrophana lichenicola |
|                | |

|  | Leucogyrophana montana        |
|  |                               |
|  | Leucogyrophana mollusca       |
|  |                               |
|  | Leucogyrophana arizonica      |
|  |                               |
|  | Leucogyrophana luridochracea  |
|  |                               |
|  | Leucogyrophana olivascens     |
|  |                               |
|  | Leucogyrophana pulverulenta   |
|  |                               |
|  | Leucogyrophana romellii       |
|  |                               |
|  | Leucogyrophana sororia        |
|  |                               |
|  | Leucogyrophana subtessulata   |
|  |                               |
|  | Leucogyrophana pouzarii       |
|  |                               |
|  | Leucogyrophana pseudomollusca |
|  |                               |
|  | Leucogyrophana lichenicola    |
|  |                               |